# Christopher Jan Busse
Christopher Jan Busse (* 10. Januar 1994 in Berlin) ist ein deutscher Schauspieler.

## Leben
Busse absolvierte seine Schauspielausbildung von 2020 bis 2024 an der Hochschule für Musik, Theater und Medien Hannover. Schon zuvor wirkte er in mehreren Werbespots und in Kurzfilmen mit, wie auch beispielsweise in dem Kurzfilm Vier, der 2019 bei 99 Fire Film die Auszeichnung in der Kategorie Bester Film gewann. Im Jahr 2019 wirkte er in der RTL-Serie Gute Zeiten, schlechte Zeiten als Bela Neubauer mit.
Vom 27. Dezember 2022 (Folge 3953) bis zum 22. Dezember 2023 (Folge 4172) spielte er in der ARD-Telenovela Sturm der Liebe die Rolle des Noah Schwarzbach.
Busse lebt in Hannover und Berlin. Neben Deutsch spricht er auch fließend Englisch.

## Filmografie
- 2017: Der Boom
- 2018: Einfach Maria (Webserie)
- 2019: Simulation (Kurzfilm)
- 2019: Vier (Kurzfilm)
- 2019: Gute Zeiten, schlechte Zeiten (Fernsehserie)
- 2022–2023: Sturm der Liebe (Fernsehserie)